# 그림 형제: 마르바덴 숲의 전설
《그림 형제: 마르바덴 숲의 전설》(The Brothers Grimm)은 2005년 개봉한 테리 길리엄 감독의 모험 판타지 영화이다. 그림 형제를 주인공으로 한 판타지 세계를 그려냈다. 각본은 에런 크루거가 썼으며 맷 데이먼, 히스 레저, 레나 헤디가 출연하였다.
미국에서 PG-13 등급으로 출시된 첫 번째 길리엄 감독 작품이다.

## 줄거리
19세기 초 나폴레옹 점령 하의 독일을 배경으로, 사기꾼 형제 윌과 제이크 그림은 민간 설화를 이용해 사람들을 속여 돈을 벌며 살아간다. 그들은 조수들과 함께 마을마다 다니며 가짜 퇴마를 하지만, 어느 날 마르바덴이라는 작은 마을에서 진짜 초자연적인 힘과 마주하게 된다. 마을 소녀들이 실종되는 사건이 발생하고, 사람들은 이를 초자연적인 존재의 소행이라고 믿는다. 프랑스 장군 델라톰베는 그림 형제에게 사건 조사를 명령하고, 그 과정에서 형제는 젊음을 되찾기 위해 소녀들의 피를 원하는 500년 된 투링겐 여왕의 존재를 알게 된다.
여왕은 늑대인간 사냥꾼, 까마귀 조력자, 숲 속의 여러 생물들을 부리며 마법을 사용한다. 그림 형제는 마을의 사냥꾼 안젤리카와 함께 여왕의 탑을 발견하고, 늑대인간이 그림 형제의 말에게 거미 알을 먹였다는 사실을 알게 된다. 이후 거미 알이 부화하여 말을 조종하고, 소녀를 삼킨 채 숲으로 사라진다. 형제는 델라톰베에게 돌아가지만, 그는 그들이 사기꾼이라고 믿고 죽이려 한다. 형제는 델라톰베를 속여 다시 숲으로 향하고, 제이크는 여왕의 탑에 잠입한다. 그는 12명의 희생자를 위한 무덤을 발견하고, 늑대인간에게 잡혀간 소녀 사샤를 구출한다.
마법 도끼를 얻어 마을로 돌아온 형제는 델라톰베에게 붙잡히지만, 안젤리카의 도움으로 탈출한다. 늑대인간이 안젤리카의 아버지였고 여왕의 마법에 조종당하고 있었음이 밝혀진다. 안젤리카는 아버지에게 죽임을 당해 12번째 희생자가 된다. 형제는 여왕의 탑으로 향하고, 여왕은 얼음 바람으로 숲의 불을 끈다. 델라톰베와 카발디는 그림 형제를 추격하지만, 카발디는 형제를 죽이지 않고 델라톰베는 윌에게 죽임을 당한다.
제이크는 여왕의 마법 거울을 깨뜨려 여왕을 죽이고, 늑대인간은 안젤리카의 아버지로 돌아와 거울 조각과 함께 창밖으로 몸을 던져 마법을 완전히 파괴한다. 카발디는 마법 갑옷을 입고 살아남고, 제이크의 키스로 안젤리카와 다른 소녀들이 부활한다. 마을 사람들은 그림 형제에게 감사하고, 카발디는 마을에 남는다. 그림 형제는 새로운 직업을 찾아 떠나는데, 아마도 동화를 쓰는 일을 할 것으로 보인다.

## 배역
- 맷 데이먼 - 빌헬름 그림 역
- 히스 레저 - 야코프 그림 역
- 피터 스토메어 - 메르쿠리오 카발디 역
- 레나 헤디 - 안젤리카 역
- 조너선 프라이스 - 바바린 델라톰 역
- 토마스 하나크 - 우즈먼 역
- 줄리언 블리치 - 레트록 역
- 모니카 벨루치 - 거울여왕 역
- 매켄지 크룩 - 히들릭 역
- 리처드 리딩스 - 번스트 역
- 로저 애슈턴 그리피스 - 시장 역

## KBS 성우진 (2008년 4월 6일)
- 홍시호 - 윌 그림(맷 데이먼)
- 김승준 - 제이콥 그림(히스 레저)
- 김옥경 - 안젤리카(레나 헤디)
- 이선 - 거울 여왕(모니카 벨루치) / 윌와 제이콥의 여동생(안나 러스트)
- 노민 - 델러톰브(조나단 프라이스)
- 이장원 - 카발디(피터 스토메어)
- 이경자 - 윌와 제이콥의 엄마(바바라 루케소바)
- 김정애 - 어린 윌(페트르 라티멕) / 샤샤(로라 그린우드)
- 이연희 - 어린 제이콥(제레미 로브슨)
- 장승길 - 안젤리카의 아버지(토마스 하나크)
- 임성표 - 번스트(리처드 리딩즈)
- 최정호 - 샤샤의 아빠(잔 웅어)

### KBS판 스태프
- 녹음 - 홍유선
- 그래픽 - 권미정
- 편집 - 황인규
- 번역 - 최성연
- 연출 - 하인성
- 우리말제작 - KBS 미디어

## 평가
영화는 긍정적이지도 않고 부정적이지도 않은 평가를 받았다. 로튼토마토에서는 38%를 기록했으며, 메타크리틱에서는 51/100을 기록했다.

## 흥행
영화는 미국에서 3,087개 극장에서 공개되어 첫 주말에만 1억 5천만 달러의 수입을 냈다. 결과적으로는 미국에서만 3천 7백 9십만 달러의 수입을 냈으며, 국제적으로는 6천 7백만 달러의 수입을 냈다. 또한, 2005년 9월 4일 제62회 베네치아 국제 영화제에서 상영되었으며, 황금사자상에 도전하였지만 수상에는 실패하였다.